# Thác Chênh Vênh
Thác Chênh Vênh là thác trên dòng Xê Samu ở vùng đất bản Chênh Vênh xã Hướng Phùng huyện Hướng Hóa tỉnh Quảng Trị, Việt Nam 
Thác Chênh Vênh ở cách Quốc lộ 9 từ ngã ba Tân Hợp 16°38′08″B 106°44′28″Đ / 16,635487°B 106,741053°Đ khoảng 24,5 km về phía tây bắc, nhưng đi theo đường Hồ Chí Minh thì khoảng 27 km. Thác ở ngay chân đèo Sa Mù bên phía tây đường. Men theo những con suối, du khách sẽ được đắm mình trong cảnh sắc thiên nhiên hoang sơ của đại ngàn.
Cùng với Thác Tà Puồng 16°52′04″B 106°34′46″Đ / 16,867817°B 106,579394°Đ ở xã Hướng Việt cùng huyện, cách Chênh Vênh khoảng 33 km, chúng hợp thành các điểm tham quan hấp dẫn cho dịp cuối tuần.
Là địa điểm sát biên giới, khi đến vùng cần trình báo với Trạm Kiểm soát biên phòng A Roong đặt tại bản Chênh Vênh cách thác 2,5 km.

## Tên suối
Suối có thác Chênh Vênh là đoạn đầu nguồn của sông Xê Samu, chảy từ đèo Sa Mù 16°47′20″B 106°36′12″Đ / 16,788762°B 106,603322°Đ theo hướng tây sang Lào, và đổ vào Se Banghiang ở ban Vanghai 16°47′20″B 106°17′32″Đ / 16,788953°B 106,292139°Đ muang Xepon tỉnh Savannakhet. Sông dài khoảng 43 km. Từ tên suối Xê Samu hình thành ra tên đèo Sa Mù trên đường Hồ Chí Minh.
Tại vùng thác có suối A Roong đổ vào Xê Samu phía trên thác. Nó dẫn đến đoạn của Xê Samu qua thác thường được gọi là suối A Roong , và Trạm Kiểm soát biên phòng A Roong được đặt tên theo suối này.